# مودلیبوژتسه (استان لوبلین)
مودلیبوژتسه (به لاتین: Modliborzyce) یک روستا در لهستان است که در گمینا مودلیبوژتسه واقع شده‌است. مودلیبوژتسه  ۱٬۳۱۱ نفر جمعیت دارد.